# كأس كازاخستان 1996–97
كأس كازاخستان 1996–97 (بالروسية: Кубок Казахстана по футболу 1996/1997)‏ هو الموسم 5 من كأس كازاخستان. أقيم خلال الفترة 7 مايو 1996 وحتى 26 أبريل 1997، وأشرف على تنظيمه اتحاد كازاخستان لكرة القدم، وكان عدد الأندية المشاركة فيه 19، وفاز فيه نادي كايرات.